# Astragalus intarrensis
Astragalus intarrensis är en ärtväxtart som beskrevs av Adrien René Franchet. Astragalus intarrensis ingår i släktet vedlar, och familjen ärtväxter. Inga underarter finns listade i Catalogue of Life.